# 輝きたいの
『輝きたいの』（かがやきたいの）は、TBSの日立テレビシティ枠（水曜日21時）にて1984年5月9日から5月30日まで4週連続放送された女子プロレスを題材にしたテレビドラマ。全4回。山田太一原作・脚本。
TBSチャンネル1において2012年12月24日18:00 - 21:20にかけて「1日で全話見せますSP」と題して全4回が一挙放送された。以降はTBSチャンネル1・2で再放送されている。

## 概要
山田太一が、前年『ふぞろいの林檎たち』を共作したTBSの大山勝美プロデューサーに、女子プロレスへの関心を
口にしたところ、迅速に大山プロデューサーが当時独占中継していたフジテレビの女子プロレス担当のプロデューサーに会って、了解を得た上に全面的な協力を取り付けて制作が決定した。
ドラマに登場する新人レスラー役は、里美役の三原順子以外はすべてオーディションによって選ばれた新人である（応募総数350人余、最終審査は50数人）。後年、今井美樹の女優デビュー作として知られるようになった。
また、当時の全日本女子プロレス所属レスラーたちが、劇中のプロレス団体「東洋女子プロレス興行」の所属レスラーとして出演している。

## 登場人物

### 東洋女子プロレス

#### 新人
木田良子 (きだ よしこ) - 今井美樹
新人の中では最年長の19歳。恋人の向笠信広との交際を悩みつつプロレス入門を決意する。
竹内祥子 (たけうち しょうこ) - 畠山明子
大柄で力持ちだが不器用で気が弱い。 いじめっ子を見返すためにプロレス入門を決意する。
大堀由加 (おおほり ゆか) - 小栗絵里花
両親の離婚で母子3人暮らし。日本そば屋でアルバイトしながら病気がちな母に代わり家計を支えている。元空手部で腕に覚えがある。
原島里美 (はらしま さとみ) - 三原順子
スケバン。鳴海の財布をひったくろうとしたことがきっかけで、はからずも入門することになる。
友永桂子 (ともなが けいこ) - 小倉由美
※演じている本人は当時全女所属レスラー。
恒川治子 - 小島みずほ
新人生。入門早々、沼田と一緒に寮を夜逃げして辞めてしまう。
沼田悦子 - 三輪里香
新人生。宿舎で同室の恒川と一緒に夜逃げして辞める。

#### スタッフ
水口幸次 (みずぐち こうじ) - 菅原文太
主任コーチ。かつては国体で選手宣誓をやった陸上の猛者。
鳴海ミチ (なるみ ミチ) - 和田アキ子
コーチ兼レフリー。元ヘビー級チャンピオン。
川倉社長 - 太宰久雄
社長。
恩田久 - 大島宇三郎
リングアナ。
秋山青年 - 小林アトム
事務員。
コーチ助手 - 高階由利子
※演じている本人は元全女所属レスラー。前年に引退。

### その他
向笠信広 - 井上純一
良子の恋人。ドライブイン（レストラン）のコック。
松本美江 (まつもと よしえ) - 戸川京子
車椅子の少女。同級生たちにいじめられていた祥子に、助け舟を出したことがきっかけで友人となる。
水島英樹 - 柳沢慎吾
里美を番長とする中学生不良グループの一人。
竹内昭夫 - 山田吾一
祥子の父。魚屋「魚竹」を夫婦で経営する。
竹内幾子 - 野川由美子
祥子の母。
大堀貞江 - 白川和子
由加の母。病気がちで臥せっている。由加の父・君男とは離婚。
大堀君男 - 鶴田忍
由加の父。アル中。
大堀満男 - 幸内康雄
由加の弟。小学6年生。
友永長一 - 河原崎長一郎
桂子の父。夫婦で八百屋を経営。大のプロレスファン。
友永桃江 - あき竹城
桂子の母。
木田宏治 - 滝田裕介
良子の父。区役所勤務。
木田敬子 - 川口敦子
良子の母。
木田秀一 - 堀越大史
良子の兄。銀行員（入社1年）。
スナックのママ - 日向明子
水口の行きつけのスナックのママ。
由加の友だち
- 秀子 - 安達直
- 夏子 - 吉田有美
- 正江 - 宇井浩子
- 篤子 - 光益香代

祥子をいじめる女子中学生
- 有元瑞枝
- 奏香織
- 川島光代
- 桑野聡子

### ゲスト
全員、東洋女子プロレスの先輩レスラー役で出演。
- ジャガー横田
- デビル雅美
- ジャンボ堀
- 大森ゆかり
- ライオネス飛鳥
- 長与千種
- 山崎五紀
- 立野記代
- 中野恵子（ブル中野）
- 松本香（ダンプ松本）
- 永友香奈子
- 小松美加
- 柳下まさみ

このほかクレジットにはないが、北関東巡業のエピソード（第3,4回）では、全女所属のミゼットレスラーたちも出演。試合場面や、選手の呼び出し係の祥子が控室を間違えてドアを開けると、リトル・フランキーとミスター・ブッタマンが将棋を指しているというシーンが放送された。

## テーマ曲
- 「輝きたいの」 （ビクター）

歌：遠藤京子 / 作詞・作曲：遠藤京子 ／編曲：鈴木茂
2012年、『24時間テレビ35』の番組内でチャリティー・マラソンに挑んだ北斗晶が、プロレスラーを目指していた時にドラマを通して出合い自身を励ましてきたとして同曲が紹介された。そして完走後にサプライズゲストとして遠藤響子本人が登場、ピアノ弾き語りを披露した。この放送終了後から同曲は大きな反響を呼び起こし、「輝きたいの（ライブ・バージョン）」（2000年）がamazon MP3配信1位、レコチョクのデイリーランキングで15位まで上昇、オリジナル音源（アルバム・バージョン）が収録されたCDアルバム『夢見るスター』（1985年にレコードで発売され、1994年にCDで再発売されるも、長らく製造中止）にもバックオーダーが殺到する状況となった。これを受けて同年9月12日、シングル盤で発売されていたオリジナルバージョンの着うた、着うたフルでの配信が決定、28年ぶりの再リリースとなった。さらに、同年12月19日には同曲も収録されたベスト盤の発売に加え、リマスタリングされたビクター時代の全音源が音楽配信された。同アルバムではライナーノーツを北斗晶が執筆している。　

## スタッフ
- 脚本：山田太一
- 音楽：瀬尾一三
- 協力：全日本女子プロレス興業
- 擬闘：國井正廣
- レスリング指導：柳下勝江、ジャガー横田
- 技術：梅津義文
- カメラ：本木明博
- VE：林泰雄
- 照明：米田俊一
- 音声：渡辺秀治
- 美術：丸谷時茂
- デザイン：竹内誠二
- 小道具：石野隆一（東京美工）
- 大道具：吉田義則（明治製作所）
- 衣装：武内修（京都衣裳）
- メイク：兵庫谷幸子
- 持道具：榎本高一（京阪商会）
- 効果：若林宏夫、杉田毅
- 編集：山下雅史、須賀義則
- TK：八木美智子
- タイトルデザイン：篠原栄太
- 衣装協力：日本ハーフ
- 協力：緑山スタジオ・シティ、大宮スケートセンター、専修大学
- 技術協力：東通
- 制作補：岩本貞己、関口哲
- AD：花堂純次、大原盛雄、狩野英一
- プロデューサー：大山勝美、秋山征夫、峰岸進
- 演出：生野慈朗
- 製作著作：TBS

## サブタイトル
| 各回   | 放送日         | サブタイトル     | その他出演                                           | 視聴率 |
| ------ | -------------- | ---------------- | ---------------------------------------------------- | ------ |
| 第一回 | 1984年 5月09日 | 目的が出来た     |                                                      | 7.4%   |
| 第二回 | 5月16日        | 水着をつけて     | 大宮美由紀、阿部光子（中年の女）、土屋誠、外池純一   | 7.0%   |
| 第三回 | 5月23日        | ロッキーのように | 山岡八高（中年のコック）、吉田猛、町田幸夫、村瀬正彦 | 6.9%   |
| 第四回 | 5月30日        | 炎になって       |                                                      | 8.0%   |

## 関連文献
- 山田太一『輝きたいの』大和書房、1984年4月30日。ISBN 978-4479540212。